# Lizonia fragilis
Lizonia fragilis är en svampart som först beskrevs av Miles Joseph Berkeley, och fick sitt nu gällande namn av Pier Andrea Saccardo 1882. Lizonia fragilis ingår i släktet Lizonia och familjen Pseudoperisporiaceae.   Inga underarter finns listade i Catalogue of Life.